# لويس ساندوفال (لاعب كرة قدم)
لويس ساندوفال (بالإسبانية: Luis Fernando Sandoval)‏ هو لاعب كرة قدم كولومبي، ولد في 1 يونيو 1999 في Soledad, Atlántico ‏ في كولومبيا. لعب مع أتلتيكو جونيور.

## وصلات خارجية
- لويس ساندوفال على موقع قاعدة بيانات كرة القدم.إي يو (الإنجليزية)
- لويس ساندوفال على موقع Soccerway.com (الإنجليزية)
- لويس ساندوفال على موقع AS.com (الإسبانية)